# تروریسم در پاکستان
تروریسم در پاکستان (انگلیسی: Terrorism in Pakistan) در سال‌های اخیر به یک پدیده شدیداً مخرب تبدیل شده‌است. آمار مرگ و میر سالانه ناشی از حملات تروریستی در پاکستان از ۱۶۴ نفر در سال ۲۰۰۳ به ۳۳۱۸ نفر در سال ۲۰۰۹ رسیده‌است. در فاصله زمانی بین ۱۱ سپتامبر ۲۰۰۱ و مه ۲۰۱۱ مجموعاً ۳۵۰۰۰ پاکستانی کشته شده‌اند. بنا به گفته دولت پاکستان، خسارت‌های اقتصادی که به‌طور مستقیم و غیرمستقیم از تروریسم ناشی شده‌است برای پاکستان ۶۸ میلیارد دلار هزینه داشته‌است.

## سیاست‌ها
رئیس‌جمهور پاکستان آصف علی زرداری و رئیس‌جمهور قبلی پرویز مشرف که فرمانده سابق ارتش پاکستان است اعتراف کرده‌اند که تروریسم به‌طور عامدانه توسط دولت‌های سابق این کشور ایجاد و تغذیه شده‌است تا به عنوان یک وسیله برای دستیابی به اهداف کوتاه مدت مورد استفاده قرار گیرد.
این روند هنگامی شروع شد که ژنرال ضیاء الحق رئیس‌جمهور پاکستان سیاست پر سر و صدای اسلامی‌کردن را در دهه ۸۰ میلادی شروع کرد. بر این اساس درگیری‌ها با نیروهای شوروی که در افغانستان حضور داشتند شروع شد. دوره ریاست جمهوری ضیاء الحق مصادف بود با دخالت پاکستان در جنگ شوروی افغانستان که خود باعث شد مجاهدین مسلمانی که برای عقیده می‌جنگیدند به مناطق قبایلی پاکستان سرازیر شوند. در نتیجه سلاح‌هایی مانند کلاشنیکف و مواد مخدر که از هلال طلایی می‌رسید، به وفور در این مناطق یافت می‌شد.
دولت پاکستان و سرویس‌های اطلاعاتی آن به اضافه سیا و پادشاهی عربستان، مجاهدین را تشویق کردند که یک جنگ نیابتی را علیه نیروهای شوروی در افغانستان شروع کنند. اکثر این مجاهدین بعد از اینکه جنگ در افغانستان پایان یافت هرگز خلع سلاح نشدند.
از تابستان ۲۰۰۷ تا اواخر سال ۲۰۰۹، بیش از ۱۵۰۰ نفر جان خود را در حملات انتحاری تروریستی که بر روی شهروندان غیرنظامی صورت گرفت از دست دادند. علت این حملات اختلاف بین فرقه‌های شیعه و سنی، سهولت در دسترس بودن سلاح و مواد منفجره، رایج بودن فرهنگ کلاشنیکف و سیلی از جنگجویان عقیدتی بود که به سمت مرزهای پاکستان سرازیر شدند. این جنگجویان از کشورهای مختلف دنیا می‌آمدند و می‌خواستند علیه افغانستان که در دهه ۸۰ میلادی دوست شوروی بود بجنگند. این جنگجویان به داخل پاکستان سرازیر شده به یک اسلام‌گرایی شورشی در پاکستان دست زدند که می‌توان از طالبان و لشکر طیبه نام برد.

## جنگ با تروریسم
جنگ با تروریسم در پاکستان بعد از حمله به برج‌های دوقلوی نیویورک دارای دو عنصر اساسی بود. یکی جنگ دولت با گروه‌های جهادی که پس از حمله به برج‌های نیویورک ممنوع شده بودند و دیگری دنبال کردن القاعده توسط آمریکا که معمولاً از طریق همکاری با نیروهای پاکستانی صورت می‌گیرد. یکی از دلایل تروریسم افراط گرایی مذهبی است که در آن ملاها و مولوی‌ها این افراط گرایی را به اذهان مردم بیگناه تزریق می‌کنند.
در سال ۲۰۰۴، ارتش پاکستان حمله‌ای را علیه اعضای القاعده در منطقه کوهستانی وزیرستان در همسایگی افغانستان آغاز کرد. در طی این جنگ درگیری‌ها در سطوح پایین بین شبه نظامیان اسلامی و افراد قبایل محلی صورت گرفت و باعث شد که جنگ وزیرستان آغاز شود. گرچه در سپتامبر ۲۰۰۶ یک وضعیت نه جنگ کوتاه مدت به نام هماهنگی وزیرستان ایجاد شد اما این وضعیت نیز بدست طالبان شکسته شد. طالبان فهم درستی از وضعیت نه جنگ نداشت و این باعث عصبانیت ارتش پاکستان شد. در نتیجه نیروهای پاکستان یک عملیات نظامی به نام «عملیات راه راست» را علیه طالبان اجرا کردند تا آن منطقه را از وجود طالبان پاکسازی کنند.
در سال ۲۰۱۲، رهبری پاکستان راه حل‌های بدست آمده را برای پایان دادن به جنون تروریسم بررسی کرد. در روز دوشنبه ۹ سپتامبر ۲۰۱۳، همه طرف‌ها به‌طور متحد به یک راه حل یکپارچه رسیدند و اظهار کردند که تنها راه مقابله با تروریسم این است که شبه نظامیان به پای میز مذاکره آورده شوند.
تمامی تلاش‌ها برای کشاندن شبه نظامیان به پای میز مذاکره به شکست انجامید. این در حالی بود که فعالیت‌های تروریستی ادامه داشت.
در اواخر سال ۲۰۱۳، رهبری پاکستان برای اجرای یک عملیات علیه شبه نظامیان چراغ سبز داد. یک عملیات نظامی مشترک توسط نیروهای مسلح پاکستان علیه گروه‌های شبه نظامی مختلف مانند طریق طالبان پاکستان، لشکر جهنگوی، جندالله، القاعده، جنبش اسلامی شرق ترکمنستان، جنبش اسلامی ازبکستان و شبکه حقانی طراحی شد.
پس از حمله جنبش اسلامی ازبکستان و طریق طالبان پاکستان به فرودگاه جناح در کراچی، ارتش پاکستان در تلاش تازه‌ای برای مقابله با مقوله شبه نظامیان عملیات فوق‌الذکر را در منطقه شمال وزیرستان ـ جایی که توسط قبایل کنترل می‌شود ـ در تاریخ ۱۵ ژوئن ۲۰۱۴، به اجرا گذاشت. هدف از این عملیات که حدود ۳۰۰۰۰ سرباز پاکستانی شرکت داشتند بیرون راندن شبه نظامیان از شمال وزیرستان بود. این عملیات مورد حمایت شهروندان و احزاب سیاسی پاکستان واقع شد.

## وقایع تروریستی
شامگاه دوشنبه ۷ اوت ۲۰۱۷ مالک محمد احمد خان، سخنگوی استانداری پنجاب پاکستان، اعلام کرد که یک انفجار در شهر لاهور در شرق پاکستان بوقوع پیوست که دست کم ۳۴ نفر مجروح شده‌اند. بمب منفجر شده در یک کامیون میوه قرار داشت. سخنگوی خدمات امدادی گفت که بسیاری از مجروحان، عابران بودند. او وضعیت جسمی سه تن از مجروحان را وخیم توصیف کرد. هنوز هیچ گروهی مسئولیت این انفجار را بر عهده نگرفته‌است.